# Рок-А-Дудъл
„Рок-А-Дудъл“ (на английски: Rock-A-Doodle) е игрално-анимационен филм (комедия, мюзикъл) от 1991 година на режисьора на Дон Блът и по сценарий на Дейвид Уейз. Филмът излиза на екран от 2 август 1991 г. в Ирландия и на 3 април 1992 г. в САЩ и Канада.

## В България
В България филмът е издаден на VHS през 2001 г. от Айпи Видео с български войсоувър дублаж. Ролите се озвучават от Даринка Митова, Петя Абаджиева, Георги Тодоров и Стефан Стефанов.